# Наутички чартер
Наутички чартер односи се на најам пловила, обично брода или јахте, са циљем провођења одређеног временског периода на води. Ова услуга омогућава људима да искусе пловидбу на властитом или унајмљеном пловилу. Чартери су популарни међу онима који желе истраживати различите дестинације на мору, језерима или рекама. Осим самосталног истраживања, чартер омогућава људима да доживе разне активности на води, као што су роњење, једрење, риболов или једноставно уживање у одмору на мору.

## Типови пловила
- Мега јахте - појам мега јахти је луксуз и удобност. У ову категорију спадају бродови дужи од 23м, луксузно уређени и потпуно опремљени, које је могуће изнајмити искључиво уз посаду.
- Моторни бродови - главне карактериситке овог пловила су брзина и удобност. Мањи су од мега јахти. Њихова предност је свакако то што се могу увући у плитке увале. Обичај је да се већи модели узимају са једним чланом посаде.
- Једрилице - новији модели једрилица су пуно дужи а то значи и пространији и удобнији од претходних. Потпуно су опремљени свим елементима који су потребни за угодно проведено време на мору.
- Катамарани - посебна врста једрилица. Састоје се од 2 повезана трупа, с обзиром на такву конструкцију, стабилнији и пространији од стандардних једрилица. Нуде доста простора и унутар и ван палубе.
- Гулети - посебна категорија моторних једрењака. То су нешто мањи бродови (до 20 лежајева) направљени по узору на старе турске теретне бродове.
- Моторни једрењаци.[1]

- Јахта
- Једрилица
- Катамарани

## Дестинације
Наутички туризам на подручју Медитерана је посебно развијен у Француској, Шпанији, Италији, Монаку, Гибралтару, Малти, Грчкој, Кипру и Турској, а све се више развија на Јадранској обали (Словенија и Хрватска).
- Италија - 10 регија од којих су 3 на Јадранској обали (Венето, Пуља, Молизе). Присутна је на 4 мора (Јадранско, Јонско, Тиренско, Лигурско).
- Француска - са Атлантском и Медитеранском обалом, нуди много разноликости приликом крстарења, почевши од Енглеске преко модерних лука на Азурној обали.
- Грчка - ова земља пати од недостатака смештајних капацитета за бродове. Окружена је са 4 мора и сваким даном постаје све популарније крстарење и једрење у Грчкој.[2]
- Црна Гора - све је популарнија, постоје 3 луке у Црној Гори а то су Бар, Котор и Зеленика.

Србија нема приступ мору, али поседује бројна атрактивна водена подручја на којим се може уживати у наутичком туризму.

## Цена и трошкови
Цена изнајмљивања обично варира у зависности од величине јахте или брода, као и дестинације. Већина оператера и агенција пружа основне услуге као што су најам јахте са основном опремом за наутичко путовање, услуга скипера (уколико је потребно) и основно осигурање. Међутим, додатне услуге као што су гориво, лучке таксе, храна и пиће као и додатна опрема, обично се додатно наплаћују.

## Будућност
Више произвођача бродова прелази на електричне моторе као погон за једрилице. Индустрију најма углавном доминирају једрилице, а једриличари су генерално склонији заштити животне средине у поређењу са својим колегама који користе брзе чамце и моторњаке. Имајући то у виду, већина клијената за најам ће радо прихватити једрилице са електричним погоном које улазе у индустрију најма. Једрилице за најам опремљене електричним погоном имаће вишу цену изнајмљивања у поређењу са једрилицама с моторима са унутрашњим сагоревањем, али неће имати трошкове горива на крају недеље.